# Liste der FFH-Gebiete im Landkreis Dillingen an der Donau
Die Liste der FFH-Gebiete im Landkreis Dillingen an der Donau zeigt die FFH-Gebiete des schwäbischen Landkreises Dillingen an der Donau in Bayern. Teilweise überschneiden sie sich mit bestehenden Natur-, Landschaftsschutz- und EU-Vogelschutzgebieten.
Im Landkreis befinden sich 15 und zum Teil mit anderen Landkreisen überlappende FFH-Gebiete.
| Prälatenweiher, alte Steinbrüche bei Oberringingen und Sternbach | BW | 7229-301 WDPA: 555521853 | Landkreis Donau-Ries, Landkreis Dillingen an der Donau                  | | ⊙ | 8,00     |  |
| Dattenhauser Ried                                                | BW | 7328-303 WDPA: 555521891 | Landkreis Dillingen an der Donau                                        | | ⊙ | 297,00   |  |
| Donauauen Blindheim-Donaumünster                                 |    | 7329-301 WDPA: 555521895 | Landkreis Donau-Ries, Landkreis Dillingen an der Donau                  | | ⊙ | 1.211,00 |  |
| Donau-Auen zwischen Thalfingen und Höchstädt                     |    | 7428-301 WDPA: 555521928 | Landkreis Dillingen an der Donau, Landkreis Günzburg, Landkreis Neu-Ulm | | ⊙ | 5.798,00 |  |
| Egau                                                             | BW | 7328-304 WDPA: 555521892 | Landkreis Dillingen an der Donau                                        | | ⊙ | 42,00    |  |
| Gräben im Donauried nördlich Eppisburg                           |    | 7429-301 WDPA: 555521929 | Landkreis Dillingen an der Donau                                        | | ⊙ | 53,00    |  |
| Jurawälder nördlich Höchstädt                                    |    | 7329-372 WDPA: 555521897 | Landkreis Donau-Ries, Landkreis Dillingen an der Donau                  | | ⊙ | 3.819,24 |  |
| Kesseltal mit Kessel, Hahnenbach und Köhrlesbach                 |    | 7229-371 WDPA: 555521854 | Landkreis Donau-Ries, Landkreis Dillingen an der Donau                  | | ⊙ | 212,33   |  |
| Mausohrkolonien in und am Rand der Schwäbischen Alb              |    | 7028-301 WDPA: 555521784 | Landkreis Donau-Ries, Landkreis Dillingen an der Donau                  | | ⊙ | 0,00     |  |
| Naturschutzgebiet 'Gundelfinger Moos'                            |    | 7427-371 WDPA: 555521927 | Landkreis Dillingen an der Donau                                        | | ⊙ | 226,35   |  |
| Nebel-, Kloster- und Brunnenbach                                 | BW | 7328-371 WDPA: 555521894 | Landkreis Dillingen an der Donau                                        | | ⊙ | 318,20   |  |
| Niederterrassenwälder zwischen Fristingen und Lauterbach         | BW | 7330-302 WDPA: 555521899 | Landkreis Dillingen an der Donau                                        | | ⊙ | 218,00   |  |
| Steinbruch nördlich Bergheim                                     | BW | 7328-302 WDPA: 555521890 | Landkreis Dillingen an der Donau                                        | | ⊙ | 0,30     |  |
| Westerried nördlich Wertingen                                    |    | 7329-371 WDPA: 555521896 | Landkreis Dillingen an der Donau                                        | | ⊙ | 20,54    |  |
| Wittislinger Ried                                                |    | 7328-305 WDPA: 555521893 | Landkreis Dillingen an der Donau                                        | beinhaltend das Landschaftsschutzgebiet "Schutz des Riedes (Wittislinger Moor)" LSG-00195.01 mit WDPA 395708; sh. Liste der Landschaftsschutzgebiete im Landkreis Dillingen an der Donau | ⊙ | 93,00    |  |
| Legende für Fauna-Flora-Habitat                                  |    |                          |                                                                         | |   |          |  |